# Natasha, Pierre & The Great Comet of 1812
Natasha, Pierre & The Great Comet of 1812 è un musical con colonna sonora, parole e libretto di Dave Malloy. Il musical è basato su alcuni capitoli di Guerra e pace di Lev Tolstoj e, nello specifico, quelli che trattano della relazione tra Nataša Rostova e Anatole Kuragin. Il musical debuttò nell'Off Broadway nel 2012, a Broadway nel 2016 e a Tokyo nel 2019.

## Trama

### Primo atto
Mosca, 1812, prima dell'invasione di Napoleone. Vengono introdotti tutti i personaggi ("Prologue"), finendo con Pierre Bezuchov, un triste aristocratico in preda a una crisi esistenziale e che conduce una vita dissoluta e oziosa ("Pierre"). Il suo migliore amico è Andrej Bolkonskij, appena partito per la guerra poco dopo essersi fidanzato con la giovane e bellissima Nataša Rostova. Nataša e sua cugina Sonja arrivano a Mosca per trascorrere l'inverno ospiti della madrina di Nataša, Marja D., una vecchia amica di Pierre ("Moscow"). Marja D. consiglia Nataša di fare visita ai suoi futuri suocero e cognata, il vecchio Principe Bolkonskij e la sua patetica figlia zitella Marja Bolkonskaja ("The Private and Intimate Life of the House"), per guadagnarsi la loro simpatia prima del matrimonio. Tuttavia, la visita è un disastro: Marja trova Nataša vanitosa, Nataša trova Marja fredda e Bolkonskij si comporta in modo bizzarro ("Natasha & Bolkonskys"). Nataša se ne va sentendo più che mai la mancanza di Andrej ("No One Else").
La sera dopo Nataša è introdotta alla decadente alta società moscovita e assiste a una meravigliosa performance con Marja e Sonja ("Opera"). Lì conosce il giovane e aitante Anatole Kuragin, che con le sue lusinghe le fa provare delle sensazioni sconosciute ("Natasha & Anatole").
Dopo l'opera, Anatole, il suo amico Dolokhov e Pierre escono a bere, e incontrano Hélène, sorella di Anatole e moglie di Pierre. Anatole dichiara la sua volontà di conquistare la giovane donna che ha appena incontrato, pur essendo già sposato. Dolokhov provoca Pierre flirtando con Hélène e facendo un brindisi "alle donne sposate e ai loro amanti". Pierre, ubriaco, lo sfida a duello e accidentalmente lo ferisce. Quando viene il turno di Dolokhov di sparare, Pierre gli si para davanti, ma Dolokhov miracolosamente lo manca. Anatole chiede a  Hélène di invitare Nataša al ballo che si terrà a casa sua quella sera ("The Duel"). Rimasto solo, Pierre riflette su ciò che gli è appena accaduto e si rende conto che, nonostante stia sprecando la sua vita, non ha alcuna intenzione di morire ("Dust and Ashes").
La mattina dopo, Nataša, Sonja e Marja D. si recano in chiesa. Nataša è ancora confusa dopo il suo incontro con Anatole la sera prima e si chiede quanto sia forte il suo amore per Andrej ("Sunday Morning"). Hélène va a trovare Nataša e la invita al ballo; la ragazza accetta ("Charming"). Quella sera, Nataša incontra di nuovo Anatole, e mentre ballano il giovane le dichiara il suo amore. Nataša resiste, ricordandogli che è fidanzata con Andrej, ma Anatole la bacia, conquistandola definitivamente ("The Ball").

### Secondo atto
Anatole e Nataša progettano di scappare insieme, e lei rompe il fidanzamento con Andrej. Pierre scrive all'amico raccontandogli di aver avuto un'illuminazione: Napoleone è la Bestia dell'Apocalisse, e lui è destinato ad assassinarlo ("Letters"). Sonja viene a conoscenza del piano di Nataša e si rende conto che sarà la sua rovina ("Sonya & Natasha"); Sonja è determinata a salvare Nataša da se stessa anche a costo di perdere la sua amica più cara ("Sonya Alone"). Quella sera Anatole si prepara per la fuga ("Preparations"), con Dolokhov che tenta invano di fargli cambiare idea. Balaga, il loro fidato cocchiere ("Balaga") arriva per portarli a casa di Nataša; segue una festa in cui Anatole dice addio ai suoi amici. All'ultimo momento però, la fuga è sventata da Marja D. ("The Abduction"). La donna inizialmente rimprovera Nataša, ma poi cerca di consolarla insieme a Sonja. Nataša urla contro di loro e aspetta tutta la notte che Anatole torni indietro a prenderla ("In My House")
Marja D. si rivolge Pierre nel bel mezzo della notte, pregandolo di gestire la crisi, e Pierre scopre finalmente che l'oggetto di conquista di Anatole è Nataša ("A Call to Pierre"). Infuriato, Pierre cerca Anatole ("Find Anatole") e, quando lo trova, quasi lo aggredisce, ma finisce per dargli del denaro dopo avergli intimato di andarsene da Mosca ("Pierre & Anatole"). Nataša tenta il suicidio con dell'arsenico ("Natasha Very Ill") ma sopravvive. Il giorno dopo Andrej ritorna in città. Pierre gli racconta lo scandalo e lo implora di avere compassione di Nataša, ma Andrej afferma di non riuscire a perdonarla e che non chiederà di nuovo la sua mano ("Pierre & Andrey"). Pierre fa visita a Nataša e consola la giovane sconvolta, dandole speranza ("Pierre & Natasha"). Dopo l'incontro, Pierre vive un momento di illuminazione nel vedere la Grande Cometa del 1812 ("The Great Comet of 1812").

## Numeri musicali
Primo Atto
- "Prologue" – Ensemble
- "Pierre" – Pierre, Ensemble
- "Moscow" – Marya D., Natasha, Sonya
- "The Private and Intimate Life of the House" –  Bolkonsky, Mary
- "Natasha & Bolkonskys" – Mary, Natasha, Bolkonsky
- "No One Else" – Natasha
- "The Opera" – Natasha, Sonya, Marya D., Hélène, Ensemble
- "Natasha & Anatole" – Natasha, Anatole
- "The Duel" – Anatole, Dolokhov, Pierre, Hélène, Ensemble
- "Dust and Ashes" – Pierre, Ensemble
- "Sunday Morning" – Natasha, Sonya, Marya D.
- "Charming" –  Hélène
- "The Ball" – Natasha, Anatole

Secondo Atto
- "Letters" – Natasha, Pierre, Mary, Anatole, Ensemble
- "Sonya & Natasha" – Sonya, Natasha
- "Sonya Alone" –  Sonya
- "Preparations" – Anatole, Dolokhov, Pierre
- "Balaga" –  Balaga, Anatole, Dolokhov, Ensemble
- "The Abduction" – Ensemble
- "In My House" – Marya D., Natasha, Sonya
- "A Call to Pierre" – Marya D., Pierre
- "Find Anatole" – Pierre, Anatole, Hélène, Natasha
- "Pierre & Anatole" – Pierre, Anatole
- "Natasha Very Ill" – Sonya
- "Pierre & Andrey" –  Andrey, Pierre
- "Pierre & Natasha" – Pierre, Natasha
- "The Great Comet of 1812" – Pierre, Ensemble